# Oh Land
Nanna Øland Fabricius (født 2. maj 1985 i København), bedre kendt under pseudonymet Oh Land, er en dansk sangerinde, sangskriver og X Factor dommer, der bevæger sig inden for electropop-genren. Hun har udgivet i alt fem albums, hvor det seneste, Family Tree, udkom i 2019. Hun har i 2011 modtaget GAFFA-Prisen for "Årets Danske Kvindelige Kunstner".

## Opvækst
Oh Land er datter af operasangerinden Bodil Øland og komponisten Bendt Fabricius (ikke at forveksle med Bent Fabricius-Bjerre). Hun gik på den kongelige danske og den kongelige svenske balletskole, men måtte opgive denne karriere som følge af en rygskade. Oh Land er kusine til sangerinden Clara Sofie. Hendes tipoldefar var præst og forfatter Otto Fabricius.

## Karriere
I 2005 var Oh Land den ene af de to værter på DR's børneprogram “GO!”  under navnet Nanna Fabricius

### Fauna(2008)
Oh Land fik udgivet sit debutalbum med titlen Fauna i november 2008 på Kasper Bjørkes Fake Diamond Records. Første single var nummeret "Audition Day", som blev P3's Uundgåelige. Debutalbummet blev produceret i samarbejde med en række danske electronica-producere som Thomas Knak (People Press Play, System, Björk), Peder, Ormen (bl.a. Melk) og Kasper Bjørke (bl.a. Filur). Langt det meste af albummet er dog produceret og skrevet af Oh Land selv. Hun har desuden programmeret beats, spiller selv alle instrumenter og synger alle vokaler. Debutalbummet er opkaldt efter tipoldefaderens faglitterære værk Fauna Groenlandica. For albummet blev Oh Land nomineret til prisen P3 Talentet ved P3 Guld og som Årets nye danske navn ved Danish Music Award i 2009.

### Oh Land(2009–12)
I maj 2009 skrev Oh Land kontrakt med det amerikanske pladeselskab Epic Records, der er en del af Sony Music. En repræsentant for Epic Records så hende ved en koncert i Danmark, og da Oh Land efterfølgende gav en selvarrangeret miniturne i USA, så selskabet hende igen og tilbød hende en kontrakt. Dette gav i første omgang resultat i form af en ep med titlen Oh Land; denne indeholder blandt andet nummeret "Sun of a Gun", der blev P3's Uundgåelige.
Den 2. marts 2011 optrådte Oh Land med "Sun of a Gun" i det amerikanske talkshow Late Show with David Letterman. Oh Land udgav sit selvbetitlede andet album i Danmark den 14. marts 2011. Albummet fungerer samtidig som sangerens internationale debutalbum og blev udgivet i USA den 15. marts samme år. Det er lavet i samarbejde med bl.a. Dan Carey (The Kills, Franz Ferdinand, Hot Chip) og Dave McCracken (Depeche Mode, Beyoncé, AFI). Under forberedelserne til albummet arbejdede Oh Land også sammen med Pharrell Williams fra producer-teamet The Neptunes; sangen kom dog ikke med på albummet.
Oh Land debuterede som nummer 184 på Billboard 200-listen i USA. "White Nights" blev udsendt som albummets anden single i februar 2011, men der skulle gå over et år før singlen blev i hit i Danmark. Efter sangen var blevet fremført i første liveshow af X Factor 2012 i februar 2012 blev sangen et top 20 hit. I marts modtog "White Nights" guld for 15.000 solgte downloads. Oh Land blev genudgivet i en deluxe-udgave den 5. december 2011 i Danmark med tre nye bonusnumre: "Speak Out Now" – der er titelsang til TV 2-serien Rita, "Twist" – som er på soundtracket til filmen Abduction, og "En linedanser" – en sang skrevet til Teatret Møllen. Oh Land modtog platin for 20.000 solgte eksemplarer i december 2012.
Hendes sange, "We Turn It Up" og "White Nights" og "Perfection", har været med i fjerde sæson af den amerikanske tv-serie Gossip Girl.
"White Nights" er også blevet brugt som slutmelodi i HBO-serien "Girls" - sæson 1, episode 7. "White Nights" og "Sun Of A Gun" er blevet brugt i Teen Wolf - sæson 1, episode 5 og sæson 1, episode 6.

### Wish Bone(2013)
I efteråret 2012 var Oh Land kaldt til møde med nogle af Epic Records' øverste chefer i New York, og de mente, at hun havde stort potentiale. De mente dog ikke, at den vej, hun havde bevæget sig ind på, var så lovende, så de opfordrede hende til at ændre sin stil. Hun insisterede dog på at beholde sin egen stil, og derpå blev hun fyret fra selskabet. I stedet begyndte hun at arbejde for sig selv og produceren Dave Sitek, og i september 2013 udgav hun på eget selskab, Tusk or Tooth, albummet Wish Bone, der også er udgivet i USA. Albummet fik en ganske pæn modtagelse, blandt andet i The Guardian. I Danmark opnåede albummet en fjerdeplads på hitlisten.

### Earth Sick(2014)
I foråret 2014 medvirkede Oh Land som coach i TV 2's talentkonkurrence Voice Junior.
I 2014 fik Oh Land debut som filmskuespiller i Kristian Levrings The Salvation, hvor hun spillede sammen med blandt andet Mads Mikkelsen, Mikael Persbrandt og Eva Green. Filmen fik premiere på filmfestivalen i Cannes i 2014.
Oh Land udgav sit fjerde studiealbum, Earth Sick den 10. november 2014. Albummet blev ikke nogen kommerciel succes. Det formåede ikke at komme ind på hitlistens top 100, og solgte under 95 eksemplarer i den første uge.

## Privatliv
Oh Land danner par, også musikalsk, med pianist og  komponist Adi Zukanovic. Sangen Sådan ligger landet (2022) til DR’s program Min sang til Danmark er skrevet til Zukanovic. Han kom som femårig til Danmark som flygtning fra Jugoslavien. Sammen har de en søn og en datter
Fra 2013-2018 var hun gift med billedkunstneren Eske Kath, som hun har en søn med.

## Diskografi

### Album
| År                                                             | Album       | Højeste placering | Højeste placering | Certificering      |
| År                                                             | Album       | Danmark           | USA               | Certificering      |
| -------------------------------------------------------------- | ----------- | ----------------- | ----------------- | ------------------ |
| 2008                                                           | Fauna       | —                 | —                 |                    |
| 2011                                                           | Oh Land     | 5                 | 184               | - Platin (Danmark) |
| 2013                                                           | Wish Bone   | 4                 | —                 |                    |
| 2014                                                           | Earth Sick  | —                 | —                 |                    |
| 2019                                                           | Family Tree | —                 | —                 |                    |
| "—" marker en udgivelse der ikke opnåede en hitlisteplacering. |             |                   |                   |                    |

### EP
- 2010: Oh Land

### Singler
| År                                                               | Titel               | Højeste placering | Højeste placering | Højeste placering | Certificering    | Album      |
| År                                                               | Titel               | Danmark           | Tyskland          | Østrig            | Certificering    | Album      |
| ---------------------------------------------------------------- | ------------------- | ----------------- | ----------------- | ----------------- | ---------------- | ---------- |
| 2008                                                             | "Audition Day"      | —                 | —                 | —                 |                  | Fauna      |
| 2009                                                             | "Heavy Eyes"        | —                 | —                 | —                 |                  | Fauna      |
| 2010                                                             | "Sun of a Gun"      | 31                | 60                | 59                |                  | Oh Land    |
| 2011                                                             | "White Nights"      | 13                | —                 | —                 | - Guld (Danmark) | Oh Land    |
| 2011                                                             | "We Turn It Up"     | —                 | —                 | —                 |                  | Oh Land    |
| 2011                                                             | "Speak Out Now"     | 4                 | —                 | —                 | - Guld (Danmark) | Oh Land    |
| 2013                                                             | "Renaissance Girls" | —                 | —                 | —                 |                  | Wish Bone  |
| 2013                                                             | "My Boxer"          | —                 | —                 | —                 |                  | Wish Bone  |
| 2013                                                             | "Pyromaniac"        | —                 | —                 | —                 |                  | Wish Bone  |
| 2014                                                             | "Head Up High"      | —                 | —                 | —                 |                  | Earth Sick |
| "—" markerer en udgivelse der ikke opnåede en hitlisteplacering. |                     |                   |                   |                   |                  |            |

## Hæder
Danish Music Awards
| År   | Modtager/nomineret arbejde | Pris                             | Resultat  |
| ---- | -------------------------- | -------------------------------- | --------- |
| 2011 | Oh Land                    | Årets Danske Kvindelige Kunstner | Nomineret |
| 2012 | Oh Land                    | Årets Danske Album               | Nomineret |

GAFFA-Prisen
| År   | Modtager/nomineret arbejde | Pris                             | Resultat |
| ---- | -------------------------- | -------------------------------- | -------- |
| 2011 | Oh Land                    | Årets Danske Kvindelige Kunstner | Vundet   |
| 2011 | Oh Land                    | Årets danske pop udgivelse       | Vundet   |

P3 Guld
| År   | Modtager/nomineret arbejde | Pris            | Resultat  |
| ---- | -------------------------- | --------------- | --------- |
| 2008 | Oh Land                    | P3 Talentet     | Nomineret |
| 2010 | Oh Land                    | P3 Prisen       | Nomineret |
| 2014 | "Renaissance Girls"        | P3 Lytterhittet | Nomineret |

Andre
- Kronprinsparrets kulturpris 2009 (Stjernedrysprisen)